# Bror Person
Bror Henry Person, född 12 januari 1923 i Ljusnarsbergs socken, död 1996 i San Gimignano, var en svensk målare, grafiker och skulptör.
Person studerade vid Valands konstskola i Göteborg för Endre Nemes 1947–1951 samt under studieresor till bland annat Frankrike, Nederländerna, Belgien och Italien. Han har haft separatutställningar på bland annat Lorensbergs konstsalong i Göteborg, Lilla galleriet i Stockholm. Tillsammans med Tullan Fink och Lars Persson ställde han ut i Varberg. Han medverkade i samlingsutställningarna Decemberutställningen på Konsthallen i Göteborg, Länets konst på Örebro läns museum, Sju Göteborgare på Galerie Blanche i Stockholm.
Person medverkade med grafik i Valandsportföljen och gav 1956 tillsammans med Wiking Svensson, Tage Törning, Ruth och Egil Carlson ut portföljen Fem träsnitt i färg och tillsammans med Lars Börjesson, Egil Carlson, Peter Lamberg och Bengt Lundberg en grafikportfölj 1958.
Han tilldelades ett stipendium ur Kungafonden 1958 och ett av Göteborgs stads kulturstipendier 1960. Han flyttade till Italien 1967.
Hans konst består av figurmotiv, stilleben och skulpturer.
Person är representerad vid Moderna museet, Göteborgs konstmuseum och Norrköpings konstmuseum.
Han var son till arrendatorn Per August Person och Hanna Karolina Ramström.